# Mashara
Mashara (arab. ‏مسحرة‎) – miejscowość w Syrii, w muhafazie Al-Kunajtira. W spisie z 2004 roku liczyła 2986 mieszkańców.